# فابيان هورمازبال
فابيان هورمازبال (بالإسبانية: Fabián Hormazábal)‏ هو لاعب كرة قدم تشيلي في مركز الهجوم، ولد في 26 أبريل 1996 في ماتشالي في تشيلي. لعب مع نادي أوهيجينس.

## وصلات خارجية
- فابيان هورمازبال على موقع قاعدة بيانات كرة القدم.إي يو (الإنجليزية)
- فابيان هورمازبال على موقع Soccerway.com (الإنجليزية)
- فابيان هورمازبال على موقع عالم كرة القدم.نت (الإنجليزية)
- فابيان هورمازبال على موقع AS.com (الإسبانية)